# Pterocirrus macroceros
Pterocirrus macroceros är en ringmaskart som först beskrevs av Grube 1860.  Pterocirrus macroceros ingår i släktet Pterocirrus och familjen Phyllodocidae. Arten har ej påträffats i Sverige. Inga underarter finns listade i Catalogue of Life.